# Guardia Palatina

Guardia palatino.

La Guardia palatina (italiano: Guardia Palatina d'Onore) fue una unidad militar de los Estados Pontificios y la Ciudad del Vaticano. 
La Guardia palatina nació en 1850 bajo el pontificado de Pío IX de la fusión de dos unidades preexistentes en los Estados Pontificios. Dicho cuerpo formó la unidad de infantería participando en la vigilancia de Roma. De este modo tomó parte en diferentes batallas, en defensa de la Ciudad Eterna contra los soldados piamonteses.
Después de 1870 y la unificación de Italia, la Guardia fue confinada al Vaticano, donde prestaba un servicio de guardia. Asimismo hacían acto de presencia cuando el papa aparecía en la plaza de San Pedro, así como cuando un jefe de Estado visitaba el Vaticano. En este tipo de ocasiones ejecutaban los himnos nacionales.
Los miembros de esta unidad estaban compuestos por voluntarios no pagados, que sin embargo sí recibían cierta cantidad para la reparación de sus uniformes.
Los conformantes de estas tropas vestían un uniforme azul y un quepis emplumado.
El cuerpo fue disuelto el 14 de septiembre de 1970 por el papa Pablo VI.